# Orchard Homes
Orchard Homes é uma Região censo-designada localizada no estado americano de Montana, no Condado de Missoula.

## Demografia
Segundo o censo americano de 2000, a sua população era de 5199 habitantes.

## Geografia
De acordo com o United States Census Bureau tem uma área de
17,2 km², dos quais 16,5 km² cobertos por terra e 0,7 km² cobertos por água.

## Localidades na vizinhança
O diagrama seguinte representa as localidades num raio de 16 km ao redor de Orchard Homes.